# کوه تیدیرینه
کوه تیدیرینه (به فرانسوی: Djebel Tidirhine) یک کوه در مراکش است که در Al Hoceïma Province واقع شده‌است. کوه تیدیرینه ۲٬۴۵۶ متر بالاتر از سطح دریا واقع شده‌است.